# Bear Stearns
Bear Stearns este un grup financiar american cu o cifră de afaceri de 16,551 miliarde $ în 2006.